# Cena miłości (serial telewizyjny)
Cena miłości (tur. Aşk ve Ceza) – turecki serial obyczajowy. Emitowany premierowo w Turcji od 5 stycznia 2010 do 27 czerwca 2011 na kanale ATV.

## Wersja polska
W Polsce serial był emitowany od 15 marca 2017 do 31 sierpnia 2017 na antenie TVP2. Tekst w języku polskim opracował Piotr Zieliński, natomiast lektorem serialu był Paweł Straszewski.

## Opis fabuły
Serial opisuje historię 29-letniej kobiety Yasemin Baldar Ustün, która pracuje w agencji reklamowej i przygotowuje się do ślubu z Mehmetem. Tydzień później Yasemin nakrywa Mehmeta w łóżku ze swoją najlepszą przyjaciółką Müjde, a jej życie zostaje zrujnowane. Załamana i wstrząśnięta wyrusza do baru, aby utopić swoje smutki w alkoholu. Na miejscu poznaje biznesmena Savasa, którego bierze za barmana i zaczyna się mu zwierzać, a następnie spędza z nim noc. Savas po śmierci ojca i starszego brata zostaje przywódcą potężnego rodu Baldarów oraz podległej im społeczności. Zgodnie z turecką tradycją ma poślubić wdowę po Kemalu, Çiçek – kobietą należącą do wrogiego klanu. Dla mężczyzny, który skończył studia w Stanach Zjednoczonych i poznał zachodnią kulturę jest to nie do przyjęcia. Tym bardziej, że wcześniej poznał dziewczynę Yasemin, która wydała mu się interesująca.

## Obsada
- Nurgül Yeşilçay – Yasemin Üstün Baldar
- Murat Yıldırım – Savaş Baldar
- Feride Çetin – Çiçek Moran Baldar
- Tomris İncer – Şahnur Baldar
- Zeynep Beşerler – Nadya
- Caner Kurtaran – Mehmet
- Gökçe Yanardağ – Nazan Baldar Noyan
- Oktay Gürsoy – Cem
- Kerem Atabeyoğlu – Pala
- Emrah Elçiboğa – Eşref
- Sennur Kaya – Leyla Üstün
- Nazan Kesal – Sevgi
- Cenk Ertan – Bora Noyan
- Halil Kumova – Ahmet Moran
- Erkan Bektaş – Yavuz Moran
- Ali Yigit – Kemal Baldar
- Belit Özükan – Müjde
- Pinar Tore - Azra
- Enis Arıkan – Alpay
- Işıl Dayıoğlu – Sitare
- Meltem Pamirtan – Endam
- Gamze Topuz – Derya
- Sinan Tuzcu – Hakan
- Ahu Yağtu – Pelin
- Özlem Conker – Ceyda

## Spis serii
| Seria | Odcinki | Odcinki | Premierowa emisja | Premierowa emisja | Premierowa emisja | Premierowa emisja | Zakres odcinków | Zakres odcinków |
| Seria | Turcja  | Polska  | Rozpoczęcie       | Zakończenie       | Rozpoczęcie       | Zakończenie       | Turcja          | Polska          |
| ----- | ------- | ------- | ----------------- | ----------------- | ----------------- | ----------------- | --------------- | --------------- |
| 1     | 23      | 43      | 5 stycznia 2010   | 8 czerwca 2010    | 15 marca 2017     | 19 maja 2017      | 1–23            | 1–43            |
| 2     | 39      | 71      | 6 września 2010   | 27 czerwca 2011   | 22 maja 2017      | 31 sierpnia 2017  | 24–62           | 44–114          |